# Герман (Семанчук)
Герман (в миру Павло Святославович Семанчук, нар. 27 жовтня 1973 року, с. Іспас Вижницького району Чернівецької області) — архієрей Православної церкви України (до 15 грудня 2018 року — Української Автокефальної Православної Церкви), архієпископ Кам'янець-Подільський і Новоушицький.

## Життєпис
Народився в родині службовців. У 1990 році закінчив середню школу № 4 м. Чернівці. З 1991 ро 1996 роки виконував послух регента-псаломщика в храмах м. Чернівці та Чернівецької єпархії.
9 березня 1997 р. Митрополитом Переяславським і Богуславським Нестором (Кулішем), УПЦ КП, у Свято-Феодосіївському монастирі м. Києва висвячений у диякона, а 19 квітня 1997 року — у пресвітера в стані целібату. 27 липня 1997 р. намісником Свято-Феодосіївського монастиря м. Києва архімандритом Вікентієм (Міськовим) пострижений в мантію з іменем Герман (на честь прп. Германа Аляскинського, пам'ять 9 серпня за н.ст.). 9 серпня 1997 р. піднесений у сан ігумена. 
З 1997 по 2000 роки — клірик Одеської єпархії УПЦ КП, настоятель кафедрального собору Різдва Христового м. Одеси, секретар Одеського єпархіального управління УПЦ КП.
З 2000 року — клірик Чернівецько-Кіцманської єпархії УПЦ КП, настоятель храму Св. вмч. Георгія Побідоносця м. Кіцмань, благочинний храмів Кіцманського району.
До Дня Святої Пасхи 2003 року нагороджений хрестом з прикрасами. У 2000 р. закінчив Львівську Духовну Семінарію УПЦ КП, а у 2007 р. — Київську православну Богословську Академію з академічним званням магістра богослів'я.
У 2008 р. закінчив Чернівецький національний університет імені Юрія Федьковича з присвоєнням кваліфікації бакалавра філософії, а у 2009 р. Національний університет «Острозька академія» з академічним званням магістра богослів'я.

### Єпископське служіння
14 листопада 2009 року, в день святих безсрібників та чудотворців Косми і Даміана, у храмі Св. Димитрія Солунського УАПЦ м. Києва відбулось наречення архімандрита Германа (Семанчука) на єпископа Чернівецького і Хотинського. Окрім предстоятеля УАПЦ Митрополита Київського і всієї України Мефодія, у той день у храмі молилися архієпископ Уманський Іоан (Модзалевський), архієпископ Кафський і Готський Петро (Брук де Тралль), архієпископ Дрогобицький і Самбірський Феодосій (Пецина), Єпископ Черкаський і Кіровоградський Іларіон (Савчук), єпископ Житомирський і Поліський Володимир (Шлапак).
16 листопада 2009 року в день пам'яті Мчч. Акепсима єп., Йосифа пресвітера та Аіфала в м. Києві в храмі Миколи Набережного звершено чин єпископської хіротонії архімандрита Германа (Семанчука) на єпископа Чернівецького і Хотинського.
Хіротонію Германа очолив Мефодій — предстоятель УАПЦ, якому співслужили архієпископ Дрогобицький і Самбірський Феодосій (Пецина), єпископ Черкаський і Кіровоградський Іларіон (Савчук), єпископ Житомирський і Поліський Володимир (Шлапак), єпископ Харківський і Полтавський Афанасій (Шкурупій).
3 червня 2015 року возведений до сану архієпископа.

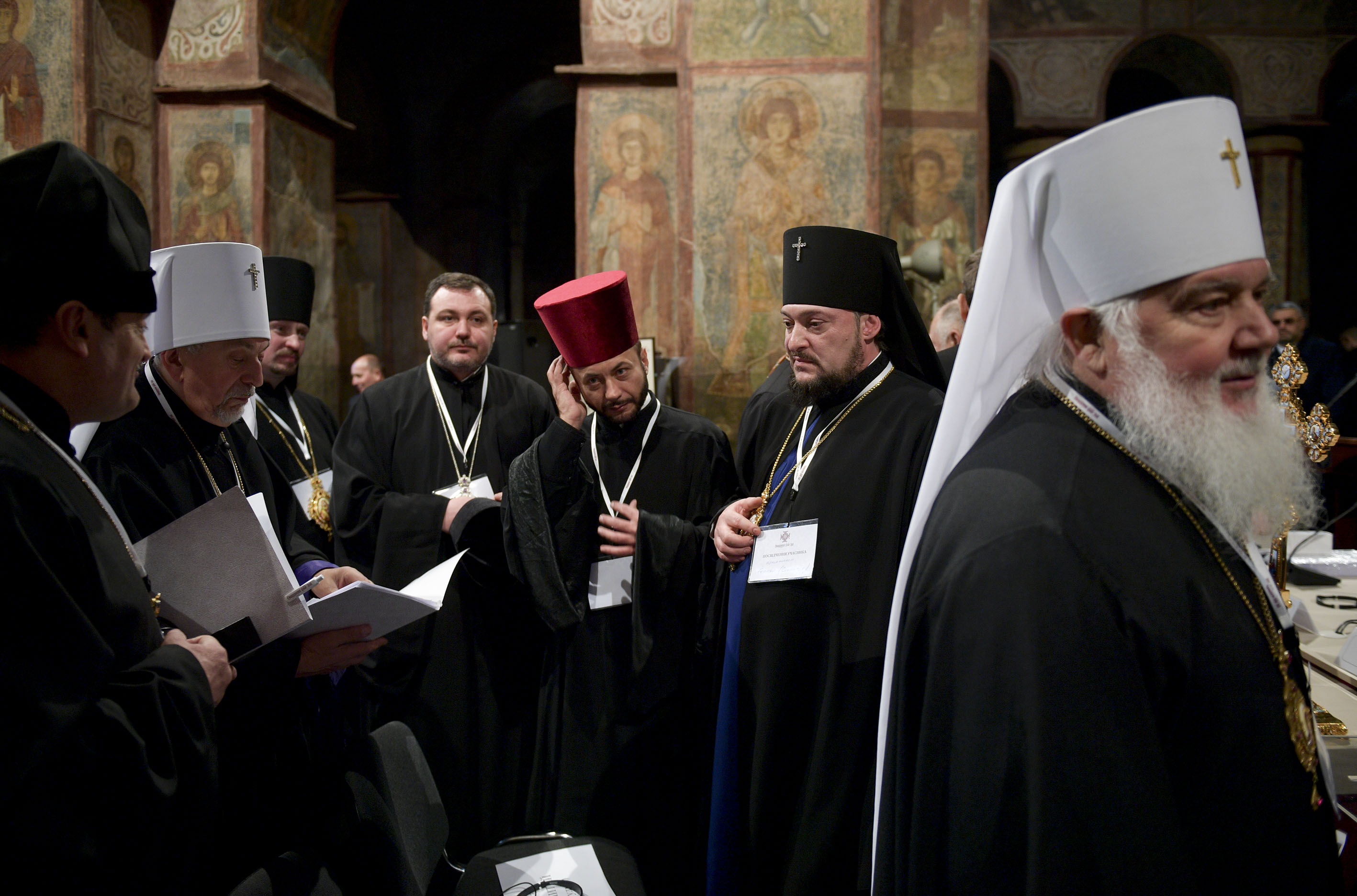
Об’єднавчий Собор, архієпископ Герман (Семанчук) — другий справа.

15 грудня 2018 року разом із усіма іншими архієреями УАПЦ взяв участь у Об'єднавчому соборі в храмі Святої Софії.
5 лютого 2019 року митрополит Київський і всієї України Епіфаній призначив владику Германа до складу першого Священного синоду Православної церкви України.
26 липня 2019 року архієпископ Герман став першим архієреєм ПЦУ, що співслужив із ієрахрами Православної церкви Еллади. У співслужінні єпископату та священства в кафедральному соборі м. Лангадас, де зберігаються мощі святої мучениці Параскеви, була звершена Божественна літургія, очолювана митрополитом Верійським, Науським і Камбанійським Пантелеймоном (Калпакідісом). Під час літургії йому співслужили, окрім архієпископа Германа (Семанчука), ієрархи Православної церкви Еллади та Константинопольського патріархату: митрополит Лангадаський, Літійський і Рендінський Іоан (Тасьяс), митрополит Артський Калиник (Коробокіс), митрополит Триккійський і Стагонійський Хризостом (Насіс) та єпископ Фермський на спокої Димитрій (Грольос)
27 липня 2019 року, рішенням Синоду ПЦУ, був включений до ліквідаційної комісії юридичної особи релігійної організації «Патріярхія УАПЦ» під керівництвом архієпископа Житомирського і Поліського Володимира (Шлапака)
14 грудня 2019 року, указом Предстоятеля Православної Церкви України митрополита Епіфанія за № 820, архієпископ Герман призначений адміністратором ставропігійних храмів Чернівецького національного університету імені Юрія Федьковича: Трьох Святителів, домового на честь святого вмч. Іоанна Нового та Покровського.
21 вересня 2020 року звершив освячення престолу храму Різдва Пресвятої Богородиці села Шишківці.
2 лютого 2024 року, рішенням Синоду ПЦУ був призначений правлячим архієреєм новоствореної Кам'янець-Подільської єпархії.

## Джерело
- Про владику Германа на РІСУ [Архівовано 1 грудня 2016 у Wayback Machine.]